# Hybogaster dodonaea
Hybogaster dodonaea är en stekelart som först beskrevs av Cameron 1899.  Hybogaster dodonaea ingår i släktet Hybogaster och familjen bracksteklar. Inga underarter finns listade i Catalogue of Life.